# Neenstetten
Neenstetten là một thị xã nằm trong huyện Alb-Donau thuộc bang Baden-Württemberg, Đức. Nơi đây nằm ở rìa phía nam của khu dự trữ sinh quyển Swabian Alb, cách Ulm khoảng 18 km về phía bắc và cách Langenau 10km về phía tây.